# Montana
Cet article concerne l'État des États-Unis. Pour les autres significations, voir Montana (homonymie).
Le Montana (prononcé en anglais : /mɑnˈtæ.nə/) est un État du Nord-Ouest des États-Unis, dont la capitale est Helena et la plus grande ville Billings. D'une superficie de 381 168 km2, le Montana est peuplé de 1 132 812 habitants en 2023, ce qui en fait le quatrième plus grand et le huitième moins peuplé des États des États-Unis et l'un de ceux ayant la plus faible densité de population avec l'Alaska et le Wyoming (2,39 hab./km2). Il est divisé en 56 comtés. Bordé à l'ouest par l'Idaho, à l'est par le Dakota du Sud et le Dakota du Nord, et au sud par le Wyoming, il est frontalier du Canada au nord en touchant les provinces de la Colombie-Britannique, de l'Alberta et de la Saskatchewan. C'est un territoire rural au climat continental, dont les paysages alternent entre larges vallées dominées par les imposants sommets des Rocheuses à l'ouest et vastes plaines fertiles à l'est. Son réseau hydrographique est très important : plusieurs affluents du Missouri (la Yellowstone, la Milk, la Musselshell) traversent l'État de part en part, formant de nombreux canyons et cascades.
La région est peuplée par plusieurs peuples amérindiens (Sioux, Nez-Percés, Kootenays, Pikunis et Cheyennes notamment) avant l'arrivée des Européens. Parcourue par divers trappeurs européens au cours du XVIIIe siècle, elle fait partie du territoire de la Louisiane et est donc vendue avec elle aux États-Unis, en 1803. Elle est en partie explorée par l'expédition Lewis et Clark en 1805 et 1806. La découverte de gisements d'or dans les années 1850 et 1860 provoque une immigration massive de prospecteurs et de colons. En 1864, le Montana est déclaré territoire et intègre l'Union le 8 novembre 1889, devenant le quarante et unième État américain. La construction d'une voie ferrée entraîne le peuplement et le développement de l'économie de l'État, multipliant la population par dix de 1880 à 1910. L'accroissement démographique demeure fort tout au long du siècle. Le Montana est l'un des États les plus homogènes sur le plan ethnique (86 % de blancs non hispaniques), bien qu'il compte une importante population amérindienne qui vit en partie dans les huit réserves de l’État.
L'économie du Montana repose depuis sa création sur l'extraction minière (cuivre, or, argent, phosphates) et les hydrocarbures, mais également sur l'agriculture céréalière et l'exploitation forestière, essentiellement pratiquées dans les vallées des Rocheuses. Les industries reposent surtout sur le traitement et la transformation des matières premières agricoles et minérales. Le Montana possède plusieurs sites touristiques majeurs : le parc national de Glacier, à la frontière canadienne ; une petite partie du parc national de Yellowstone ; des stations de sports d'hiver ; et le site historique de la bataille de Little Bighorn, où les Sioux de Sitting Bull ont provoqué la défaite du général Custer en 1876. De tendance conservatrice et républicaine au niveau national, le Montana est cependant plus partagé au niveau local.

## Origine du nom
Le nom de l'État provient de l'espagnol Montaña, signifiant « montagne ». L’État est surnommé « big sky country ».

## Histoire
À l'arrivée des premiers Européens, la région était peuplée par des Amérindiens parmi lesquels les Crows, les Sioux, les Nez-Percés, les Kootenais, les Cheyennes, les Arapahos ou encore les Pikunis. Parcourue par des trappeurs français au cours du XVIIIe siècle, elle n'était encore qu'une petite partie de l'immense territoire de Louisiane, vendu en 1803 par la France aux États-Unis et explorée en 1805-1806, le long des cours d'eau, par l'expédition Lewis et Clark. La découverte de gisements d’or dans les années 1850-1860 provoqua une immigration massive de prospecteurs et de colons, qui amena à déclarer en 1864 le territoire. En 1876, les Sioux de Sitting Bull provoquèrent la défaite du général Custer lors de la célèbre bataille de Little Bighorn, au sud du Montana. Aujourd'hui, ce site est la principale activité touristique de l'État. Par l’Enabling Act voté par le Congrès, le Montana intégra l'Union le 8 novembre 1889, devenant le quarante et unième État américain. L'extraction minière fit, par la suite, la richesse de l'État, grâce aux gisements d'argent et de cuivre de Butte.
Le Homestead Act fut révisé en 1909, en 1912 et en 1916, raccourcissant l'obligation de résidence à trois ans et augmentant les surfaces attribuées à environ 130 ha — le double en cas d'élevage. Ces changements et le battage publicitaire de la compagnie de chemin de fer amenèrent beaucoup de prétendants dans la région. Mais, avec le temps, les lots allaient s'avérer encore bien trop petits. Les colons remplirent 114 620 demandes de concession entre 1909 et 1923 dans le Montana. La plupart de ces terres se situait à une journée de chariot du chemin de fer. La voie ferrée traversait l'État à environ 48° de latitude Nord. La population et les services la suivaient. Ainsi poussèrent le long de la ligne des villes aux noms exotiques et lointains : Glasgow, Malta, Harlem, Inverness, Dunkirk, Kremlin. D'autres recevaient des noms de personnes, telles Culbertson (un négociant en fourrures) et Shelby (un sous-fifre de James J. Hill). Quelques autres avaient une résonance plus locale : Cut Bank (berge abrupte), Chinook et Poplar (deux tribus amérindiennes), Wolf Point (pointe du loup).
En 1939, les habitants de l'Absaroka, région à cheval sur le Dakota du Sud, le Montana et le Wyoming, ont envisagé de faire sécession pour créer un État à part entière.

## Géographie

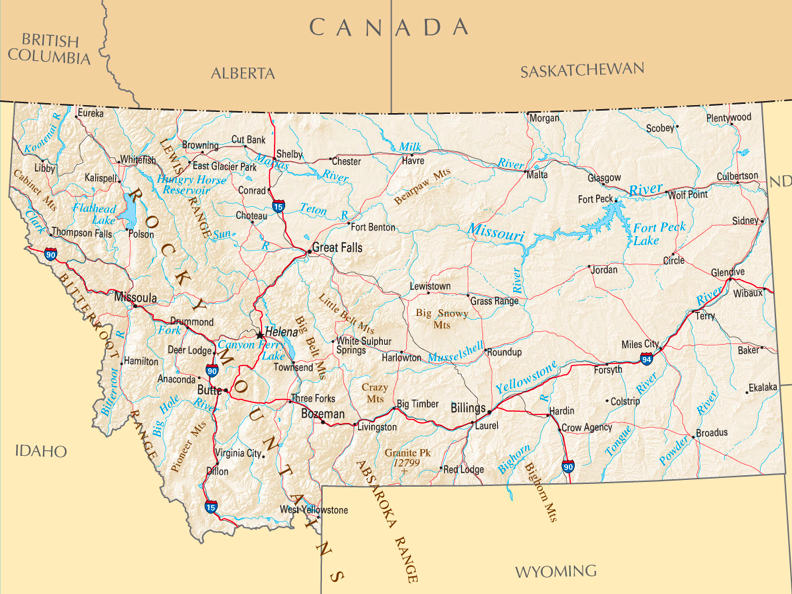
Carte du Montana.

D'une superficie de 381 156 km2, le Montana est peuplé de 989 415 habitants (2010), ce qui en fait avec l'Alaska et le Wyoming l'un des États des États-Unis ayant la plus faible densité de population (2,39 hab./km2). C’est le quatrième plus grand État des États-Unis après l’Alaska, le Texas et la Californie. Les montagnes Rocheuses dominent l’État, qui abrite le plus grand nombre de grizzlis des États-Unis. La capitale du Montana est Helena.
Cet État est divisé en deux régions à la géographie physique bien distinctes. À l’ouest, de larges vallées sont dominées par les imposants sommets des montagnes Rocheuses Pic Granite (3 901 mètres). Dans la partie est, ce sont les Grandes Plaines qui dominent.
La rivière Missouri traverse le Montana, ainsi que la Yellowstone.

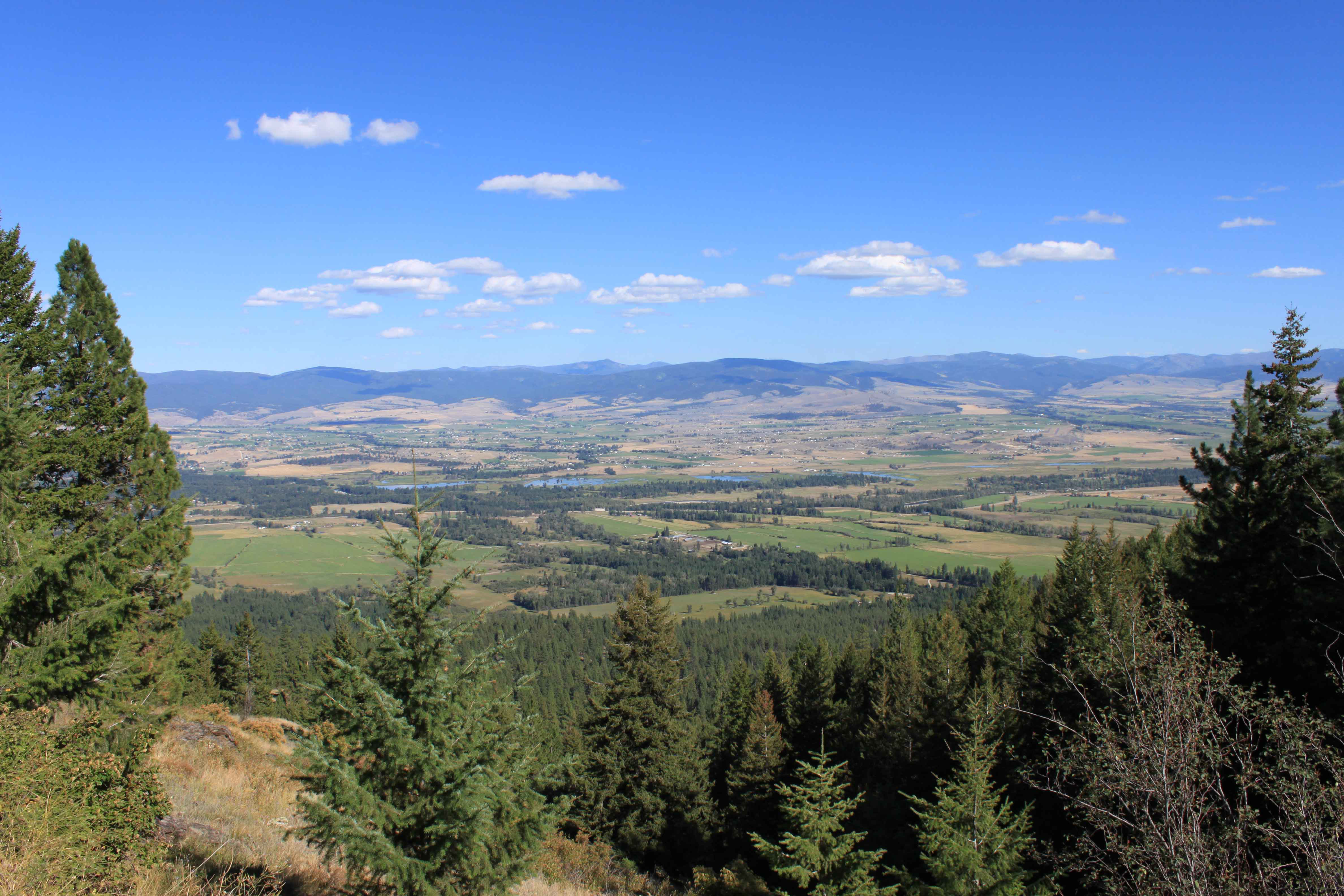
Partie montagneuse du Montana.
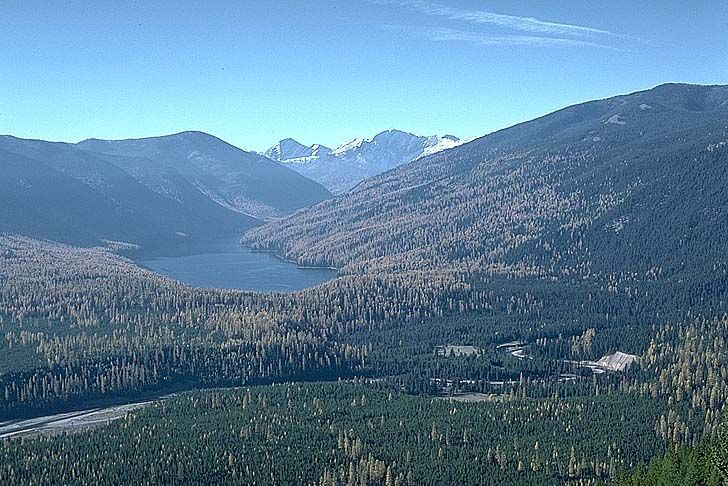
Paysage du Montana.
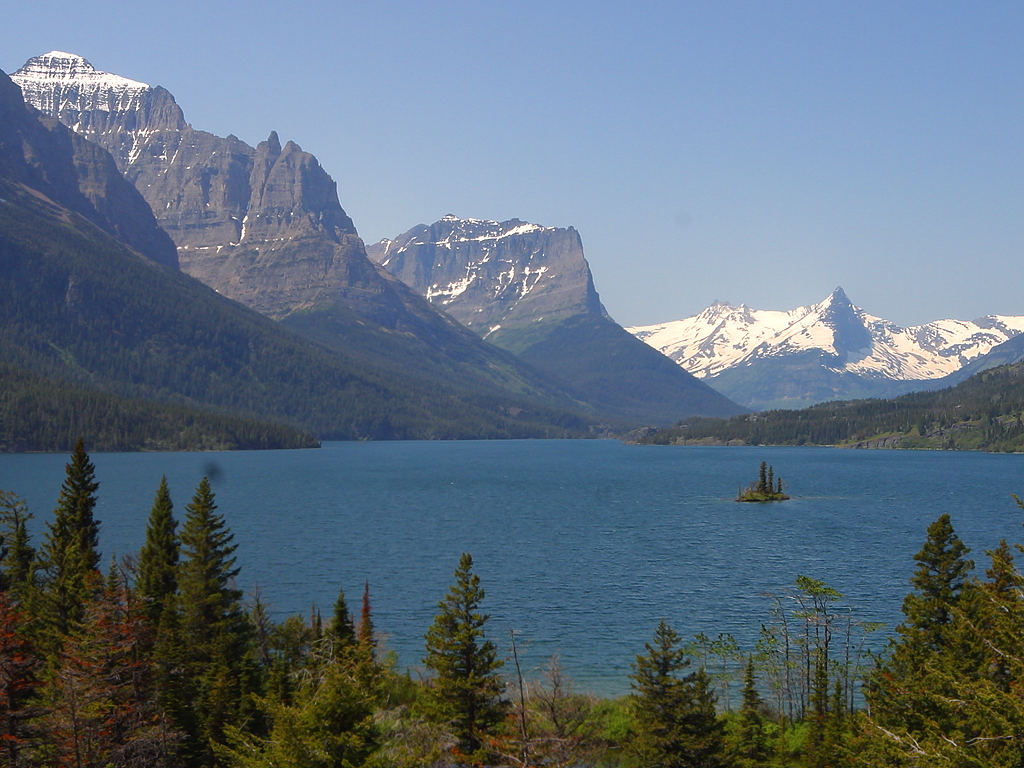
St. Mary Lake.
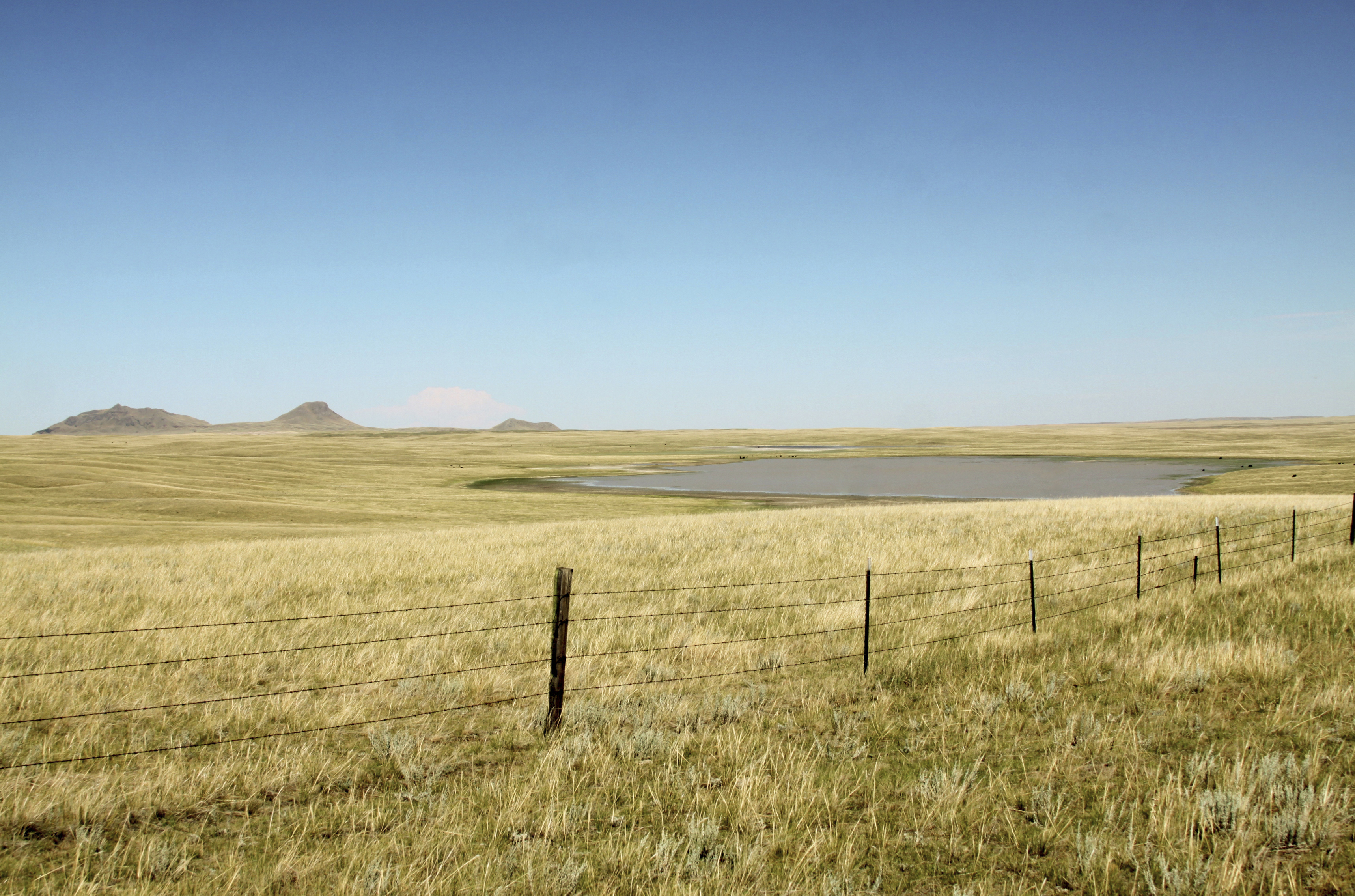
Plaines. Programme de réserves potentielles de zones humides.
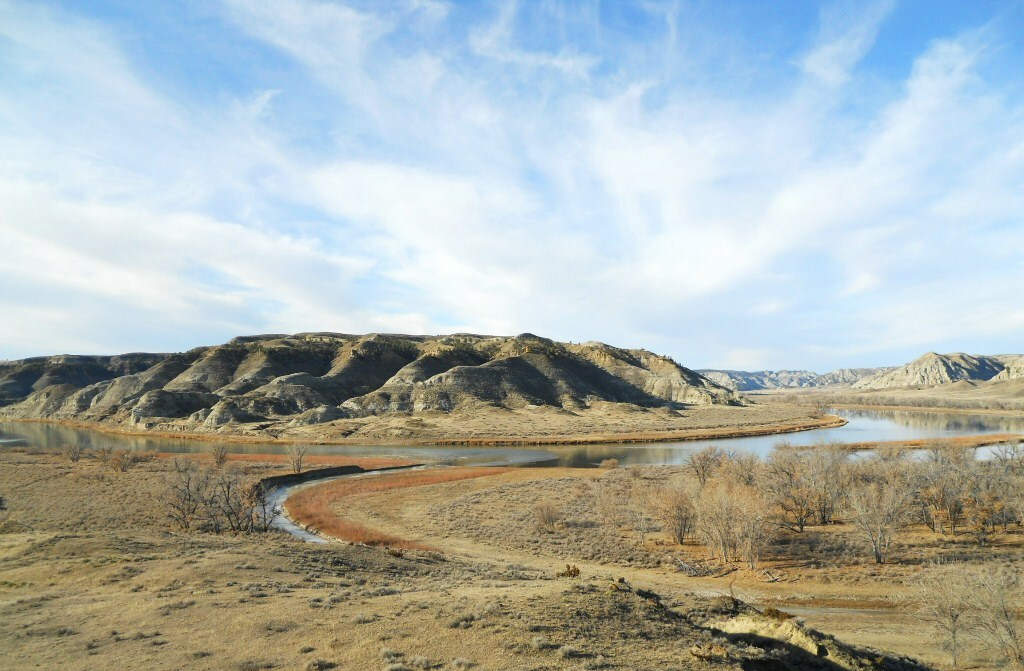
L'embouchure de Cow Creek (en), là où il se jette dans le Missouri.
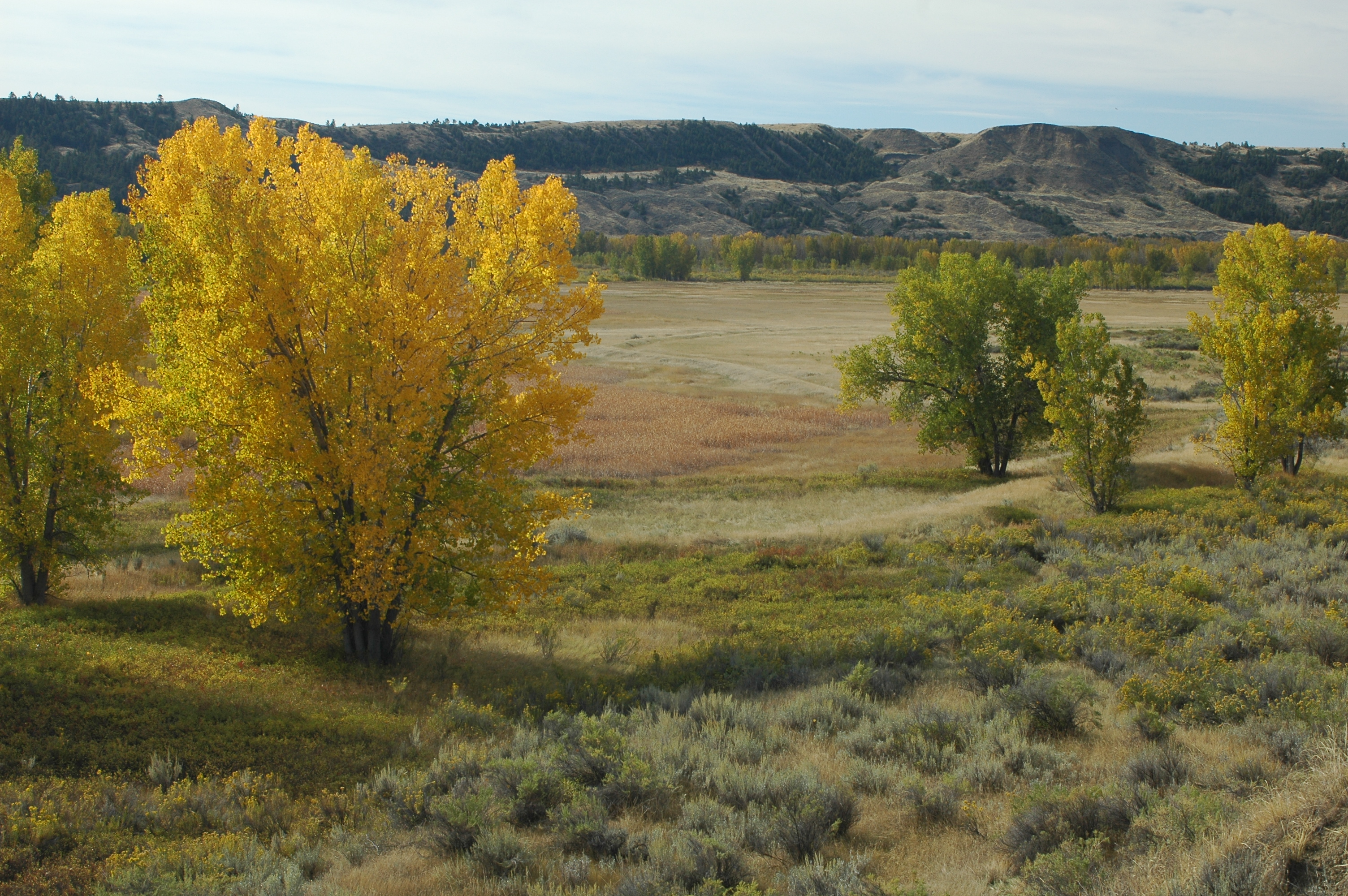
Automne au Montana.
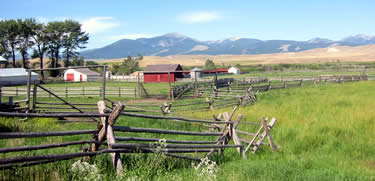
Grant-Kohrs Ranch National Historic Site.

## Subdivisions administratives

### Comtés
L'État du Montana est divisé en 56 comtés.

### Agglomérations
Le Bureau de la gestion et du budget a défini trois aires métropolitaines et quatre aires micropolitaines dans l'État du Montana.
| Zone urbaine    | Population (2010) | Population (2013) | Variation (2010-2013) | Rang national (2013) |
| --------------- | ----------------- | ----------------- | --------------------- | -------------------- |
| Billings, MT    | 158 934           | 165 361           | 4,0 %                 | 246                  |
| Missoula, MT    | 109 299           | 111 807           | 2,3 %                 | 336                  |
| Great Falls, MT | 81 327            | 82 384            | 1,3 %                 | 374                  |

| Zone urbaine         | Population (2010) | Population (2013) | Variation (2010-2013) | Rang national (2013) |
| -------------------- | ----------------- | ----------------- | --------------------- | -------------------- |
| Bozeman, MT          | 89 513            | 94 720            | 5,8 %                 | 37                   |
| Kalispell, MT        | 90 928            | 93 068            | 2,4 %                 | 41                   |
| Helena, MT           | 74 801            | 76 850            | 2,7 %                 | 77                   |
| Butte-Silver Bow, MT | 34 200            | 34 523            | 0,9 %                 | 384                  |

En 2010, 64,6 % des Montaniens résidaient dans une zone à caractère urbain, dont 35,3 % dans une aire métropolitaine et 29,3 % dans une aire micropolitaine.

### Municipalités

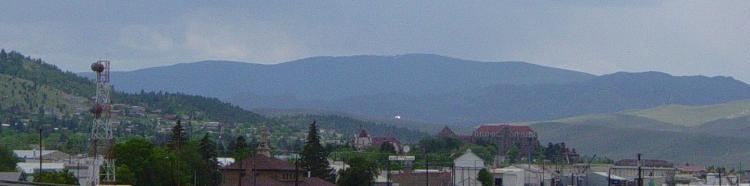
Helena, la capitale du Montana.

L'État du Montana compte 129 municipalités, dont 17 de plus de 5 000 habitants.
| Rang | Municipalité | Comté          | Population (2010) | Population (2013) | Variation (2010-2013) |
| ---- | ------------ | -------------- | ----------------- | ----------------- | --------------------- |
| 1    | Billings     | Yellowstone    | 104 170           | 109 059           | 4,7 %                 |
| 2    | Missoula     | Missoula       | 66 788            | 69 122            | 3,5 %                 |
| 3    | Great Falls  | Cascade        | 58 505            | 59 351            | 1,4 %                 |
| 4    | Bozeman      | Gallatin       | 37 280            | 39 860            | 6,9 %                 |
| 5    | Butte        | Silver Bow     | 33 525            | 33 854            | 1,0 %                 |
| 6    | Helena       | Lewis et Clark | 28 190            | 29 596            | 5,0 %                 |
| 7    | Kalispell    | Flathead       | 19 927            | 20 972            | 5,2 %                 |
| 8    | Havre        | Hill           | 9 310             | 9 771             | 5,0 %                 |
| 9    | Anaconda     | Deer Lodge     | 9 298             | 9 329             | 0,3 %                 |
| 10   | Miles City   | Custer         | 8 410             | 8 646             | 2,8 %                 |
| 11   | Belgrade     | Gallatin       | 7 389             | 7 620             | 3,1 %                 |
| 12   | Livingston   | Park           | 7 044             | 7 136             | 1,3 %                 |
| 13   | Laurel       | Yellowstone    | 6 718             | 7 036             | 4,7 %                 |
| 14   | Whitefish    | Flathead       | 6 357             | 6 649             | 4,6 %                 |
| 15   | Sidney       | Richland       | 5 191             | 6 253             | 20,5 %                |
| 16   | Lewistown    | Fergus         | 5 901             | 5 902             | 0,0 %                 |
| 17   | Glendive     | Dawson         | 4 935             | 5 363             | 8,7 %                 |

## Démographie

### Population

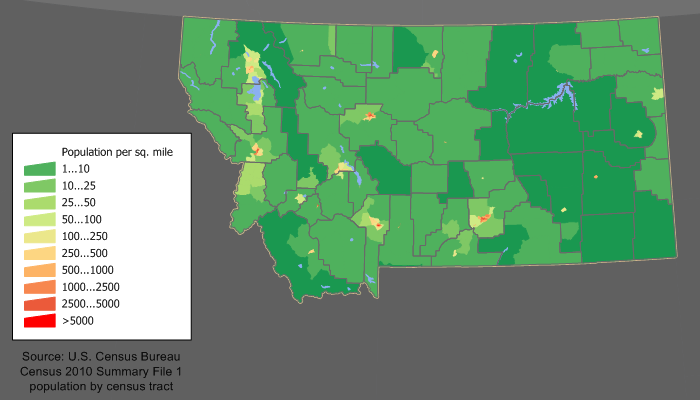
Densités de population en 2010 (en mille carré).

Le Bureau du recensement des États-Unis estime la population du Montana à 1 068 778 habitants au 1er juillet 2019, soit une hausse de 8,02 % depuis le recensement des États-Unis de 2010 qui tablait la population à 989 415 habitants. Depuis 2010, l'État connaît la 22e croissance démographique la plus soutenue des États-Unis.
Selon des projections démographiques publiées par l’AARP, le Montana devrait atteindre une population de 1 230 304 habitants en 2060 si les tendances démographiques actuelles se poursuivent, soit une hausse de 24,2 % par rapport à 2010.
Avec 989 415 habitants en 2010, le Montana était le 44e État le plus peuplé des États-Unis. Sa population comptait pour 0,32 % de la population du pays. Le centre démographique de l'État était localisé dans le nord-ouest du comté de Meagher.
Avec 2,62 hab./km2 en 2010, le Montana était le troisième État le moins dense des États-Unis après l'Alaska (0,48 hab./km2) et le Wyoming (2,24 hab./km2).
Le taux d'urbains était de 55,9 % et celui de ruraux de 44,1 %. L'État comptait le cinquième plus fort taux de ruraux du pays après le Maine (61,3 %), le Vermont (61,1 %), la Virginie-Occidentale (51,3 %) et le Mississippi (50,7 %).
En 2010, le taux de natalité s'élevait à 12,2 ‰ (12,1 ‰ en 2012) et le taux de mortalité à 8,9 ‰ (8,9 ‰ en 2012). L'indice de fécondité était de 1,99 enfant par femme (1,96 en 2012). Le taux de mortalité infantile s'élevait à 5,9 ‰ (5,9 ‰ en 2012). La population était composée de 22,60 % de personnes de moins de 18 ans, 9,56 % de personnes entre 18 et 24 ans, 23,83 % de personnes entre 25 et 44 ans, 29,18 % de personnes entre 45 et 64 ans et 14,83 % de personnes de 65 ans et plus. L'âge médian était de 39,8 ans.
Entre 2010 et 2013, l'accroissement de la population (+ 25 748) était le résultat d'une part d'un solde naturel positif (+ 10 260) avec un excédent des naissances (39 217) sur les décès (28 957), et d'autre part d'un solde migratoire positif (+ 15 200) avec un excédent des flux migratoires internationaux (+ 2 374) et un excédent des flux migratoires intérieurs (+ 12 826).
Selon des estimations de 2013, 97,2 % des Montaniens étaient nés dans un État fédéré, dont 54,5 % dans l'État du Montana et 42,8 % dans un autre État (20,6 % dans l'Ouest, 13,4 % dans le Midwest, 5,0 % dans le Sud, 3,8 % dans le Nord-Est), 0,9 % étaient nés dans un territoire non incorporé ou à l'étranger avec au moins un parent américain et 1,9 % étaient nés à l'étranger de parents étrangers (36,1 % en Europe, 26,5 % en Asie, 17,5 % en Amérique du Nord, 17,1 % en Amérique latine, 2,5 % en Océanie, 0,4 % en Afrique). Parmi ces derniers, 57,2 % étaient naturalisés américain et 42,8 % étaient étrangers,.

### Composition ethno-raciale
Selon le recensement des États-Unis de 2010, la population était composée de 89,44 % de Blancs, 6,32 % d'Amérindiens (1,13 % de Pieds-Noirs, 0,80 % de Crows, 0,56 % d'Assiniboines-Sioux, 0,53 % de Cheyennes, 0,47 % d'Ojibwés-Cris), 0,63 % d'Asiatiques, 0,41 % de Noirs, 0,07 % d'Océaniens, 0,60 % de personnes appartenant à un autre groupe racial et 2,52 % de personnes multiraciales.
Les personnes multiraciales se décomposaient entre celles revendiquant deux races (2,39 %), principalement blanche et amérindienne (1,44 %), et celles revendiquant trois races ou plus (0,13 %).
Les non hispaniques comptaient pour 97,11 % de la population avec 87,79 % de Blancs, 6,05 % d'Amérindiens, 0,62 % d'Asiatiques, 0,38 % de Noirs, 0,06 % d'Océaniens, 0,05 % de personnes appartenant à un autre groupe racial et 2,15 % de personnes multiraciales, tandis que les Hispaniques comptaient pour 2,89 % de la population, essentiellement des personnes originaires du Mexique (2,03 %).
|                 | Population | Personnes mono-raciales | Blancs  | Amérindiens | Asiatiques | Noirs | Océaniens | Autres | Personnes multiraciales |
| --------------- | ---------- | ----------------------- | ------- | ----------- | ---------- | ----- | --------- | ------ | ----------------------- |
| Population      | 989 415    | 964 439                 | 884 961 | 62 555      | 6 253      | 4 027 | 668       | 5 975  | 24 976                  |
| ———%            |            | 97,48                   | 89,44   | 6,32        | 0,63       | 0,41  | 0,07      | 0,60   | 2,52                    |
| Non hispaniques | 960 850    | 939 560                 | 868 628 | 59 902      | 6 138      | 3 743 | 609       | 540    | 21 290                  |
| ———%            | 97,11      | 94,96                   | 87,79   | 6,05        | 0,62       | 0,38  | 0,06      | 0,05   | 2,15                    |
| Hispaniques     | 28 565     | 24 879                  | 16 333  | 2 653       | 115        | 284   | 59        | 5 435  | 3 686                   |
| ———%            | 2,89       | 2,51                    | 1,65    | 0,27        | 0,01       | 0,03  | 0,01      | 0,55   | 0,37                    |

En 2010, l'État du Montana avait la cinquième plus forte proportion d'Amérindiens après l'Alaska (14,77 %), le Nouveau-Mexique (9,38 %), le Dakota du Sud (8,82 %) et l'Oklahoma (8,58 %), la huitième plus forte proportion de Blancs et la septième plus forte proportion de Blancs non hispaniques des États-Unis. Inversement, l'État avait les plus faibles proportions d'Asiatiques et de Noirs ainsi que la huitième plus faible proportion d'Hispaniques.
En 2013, le Bureau du recensement des États-Unis estime la part des non hispaniques à 96,7 %, dont 87,0 % de Blancs, 6,6 % d'Amérindiens et 2,1 % de Métis, et celle des Hispaniques à 3,3 %.
|                                       | 1940  | 1950  | 1960  | 1970  | 1980  | 1990  | 2000  | 2010  |
| ------------------------------------- | ----- | ----- | ----- | ----- | ----- | ----- | ----- | ----- |
| Blancs                                | 96,61 | 96,79 | 96,44 | 95,48 | 94,08 | 92,75 | 90,58 | 89,44 |
| ———Non hispaniques                    |       |       |       |       | 93,35 | 91,84 | 89,54 | 87,79 |
| Amérindiens                           | 3,01  | 2,81  | 3,14  | 3,91  | 4,74  | 5,97  | 6,21  | 6,32  |
| ———Non hispaniques                    |       |       |       |       |       | 5,82  | 6,03  | 6,05  |
| Autres                                | 0,38  | 0,40  | 0,42  | 0,61  | 1,18  | 1,28  | 3,21  | 4,24  |
| ———Non hispaniques                    |       |       |       |       |       | 0,82  | 2,43  | 3,27  |
| Hispaniques (toutes races confondues) |       |       |       |       | 1,27  | 1,52  | 2,00  | 2,89  |

Le Montana connaît depuis le début des années 1950 une baisse continue de la part de la population blanche non hispanique au sein de la population totale en raison notamment d’un âge médian plus élevé (42,1 ans) que les autres populations (23,6 ans pour les Hispaniques, 26,3 ans pour les Amérindiens), d'une natalité plus faible (10,9 ‰ en 2010) que les autres populations (24,9 ‰ pour les Hispaniques, 21,4 ‰ pour les Amérindiens) et d'une augmentation substantielle des unions mixtes.
En 2010, les Blancs non hispaniques ne représentaient plus que 78,2 % des enfants de moins de cinq ans (10,4 % pour les Amérindiens, 5,5 % pour les Hispaniques, 4,8 % pour les Métis) et 77,7 % des enfants de moins d'un an (10,5 % pour les Amérindiens, 5,9 % pour les Hispaniques et 4,8 % pour les Métis).
Selon des projections démographiques publiées par l’AARP, les Blancs non hispaniques constitueront 77,1 % de la population de l’État en 2060 si les tendances démographiques actuelles se poursuivent.

### Origines ancestrales
En 2000, les Montaniens s'identifiaient principalement comme étant d'origine allemande (27,0 %), irlandaise (14,8 %), anglaise (12,7 %), norvégienne (10,6 %), américaine (5,1 %), française (4,2 %), suédoise (3,4 %), italienne (3,1 %) et écossaise (3,0 %).
L'État avait la quatrième plus forte proportion de personnes d'origine norvégienne, les cinquièmes plus fortes proportions de personnes d'origine scot d'Ulster (2,6 %) et basque (0,1 %), la sixième plus forte proportion de personnes d'origine néerlandaise, la septième plus forte proportion de personnes d'origine allemande, les huitièmes plus fortes proportions de personnes d'origine anglaise et danoise, les neuvièmes plus fortes proportions de personnes d'origine française, suédoise et écossaise ainsi que les 10e plus fortes proportions de personnes d'origine irlandaise et tchèque.
L'État abrite la deuxième communauté huttérite des États-Unis après le Dakota du Sud, une communauté anabaptiste née au XVIe siècle au Tyrol et arrivée aux États-Unis dans les années 1870. À la différence des Amish, ils mettent en commun leurs biens et utilisent les progrès technologiques modernes pour l'agriculture. L'État compte aujourd'hui environ 5 500 Huttérites répartis dans 50 colonies,, soit 0,5 % de la population.
L'État abrite également la 47e communauté juive des États-Unis. Selon le North American Jewish Data Bank, l'État comptait 1 350 Juifs en 2013 (845 en 1971), soit 0,1 % de la population. Ils se concentraient essentiellement dans les agglomérations de Bozeman (500), Billings (300) et Missoula (200).
L'État abrite la 49e communauté arabe des États-Unis. Selon des estimations du Bureau du recensement des États-Unis, l’État comptait 936 Arabes en 2013, soit 0,1 % de la population.
L'État abrite enfin la 21e communauté amish des États-Unis. Selon le Young Center for Anabaptist and Pietist Studies, l'État comptait 540 Amish en 2013 (270 en 1992) répartis dans quatre implantations,, soit 0,1 % de la population.
L’État abritait en 2013 une population noire assez bigarrée, composée principalement de descendants d’esclaves déportés sur le sol américain entre le début du XVIIe siècle et le début du XIXe siècle (61,4 %) mais aussi d’Africains subsahariens (23,1 %), de Caribéens non hispaniques (10,2 %) et d’Hispaniques (5,3 %).
Le Bureau du recensement des États-Unis estimait le nombre d’Africains subsahariens à 745, soit 0,1 % de la population, et celui des Caribéens non hispaniques à 328.
Les Amérindiens s'identifiaient principalement comme étant Pieds-Noirs (17,9 %), Crows (12,7 %), Assiniboines-Sioux (8,8 %), Cheyennes (8,4 %), Ojibwés-Cris (7,4 %), Têtes-Plates (5,7 %), Ojibwés (4,0 %), Assiniboines (3,7 %), Gros Ventres (3,5 %) et Sioux (2,9 %).
Les Hispaniques étaient principalement originaires du Mexique (70,2 %), de Porto Rico (5,2 %) et d'Espagne (4,8 %). Composée à 57,2 % de Blancs, 12,9 % de Métis, 9,3 % d'Amérindiens, 1,0 % de Noirs, 0,4 % d'Asiatiques, 0,2 % d'Océaniens et 19,0 % de personnes n'entrant dans aucune de ces catégories, la population hispanique représentait 14,8 % des Métis, 8,8 % des Océaniens, 7,1 % des Noirs, 4,2 % des Amérindiens, 1,8 % des Blancs, 1,8 % des Asiatiques et 91,0 % des personnes n'entrant dans aucune de ces catégories.
Les Asiatiques s'identifiaient principalement comme étant Philippins (22,1 %), Chinois (20,6 %), Japonais (13,6 %), Coréens (13,4 %), Indiens (9,9 %), Viêts (4,7 %), Hmongs (3,5 %) et Thaïs (3,0 %).
Les Océaniens s'identifiaient principalement comme étant Hawaïens (44,2 %), Samoans (18,4 %) et Chamorros (16,0 %).
Les personnes multiraciales se décomposaient entre celles revendiquant deux races (94,8 %), principalement blanche et amérindienne (57,0 %), blanche et asiatique (12,9 %), blanche et noire (10,3 %) et blanche et autre (7,5 %), et celles revendiquant trois races ou plus (5,2 %).

### Concentrations communautaires
Les Amérindiens se concentraient principalement dans les réserves indiennes de l'État (61,3 %), dont 14,3 % dans la réserve de Blackfeet, 11,3 % dans la réserve de Flathead, 10,7 % dans la réserve de Fort Peck, 8,5 % dans la réserve de Crow, 7,0 % dans la réserve de Northern Cheyenne et 5,2 % dans la réserve de Rocky Boy's, ainsi que dans la partie de l'agglomération de Billings non intégrée à la réserve indienne de Crow (9,3 %) et dans l'agglomération de Great Falls (5,6 %). Ils étaient majoritaires dans les comtés de Glacier (65,6 %), Big Horn (64,3 %) et Roosevelt (60,4 %) et constituaient une part significative de la population dans les comtés de Blaine (49,4 %), Rosebud (34,7 %), Lake (22,0 %), Chouteau (21,8 %), Hill (21,7 %), Pondera (14,5 %), Valley (9,8 %) et Phillips (8,3 %).
Les Hispaniques se concentraient principalement dans les agglomérations de Billings (25,0 %), dont 19,1 % dans la seule ville de Billings, Missoula (10,0 %), Great Falls (9,5 %), Bozeman (8,6 %), Kalispell (7,2 %) et Helena (6,3 %).
Les Asiatiques se concentraient principalement dans les agglomérations de Missoula (19,8 %), Bozeman (16,4 %), Billings (15,4 %), Great Falls (10,9 %), Kalispell (8,5 %) et Helena (6,3 %).
Les Noirs se concentraient principalement dans les agglomérations de Great Falls (25,1 %), dont 15,3 % dans la seule ville de Great Falls, Billings (24,0 %), dont 20,6 % dans la seule ville de Billings, Missoula (11,1 %), Bozeman (7,2 %), Helena (5,8 %) et Kalispell (5,0 %).

### Langues
L'anglais est la langue officielle de l'État depuis 1995. Selon des estimations de 2013, 96,3 % des Montaniens âgés de plus de cinq ans parlaient anglais à la maison contre 3,7 % une autre langue, dont 1,2 % espagnol ou un créole espagnol, 1,3 % une autre langue indo-européenne, 0,4 % une langue asiatique ou océanienne et 0,8 % une autre langue.

### Religions

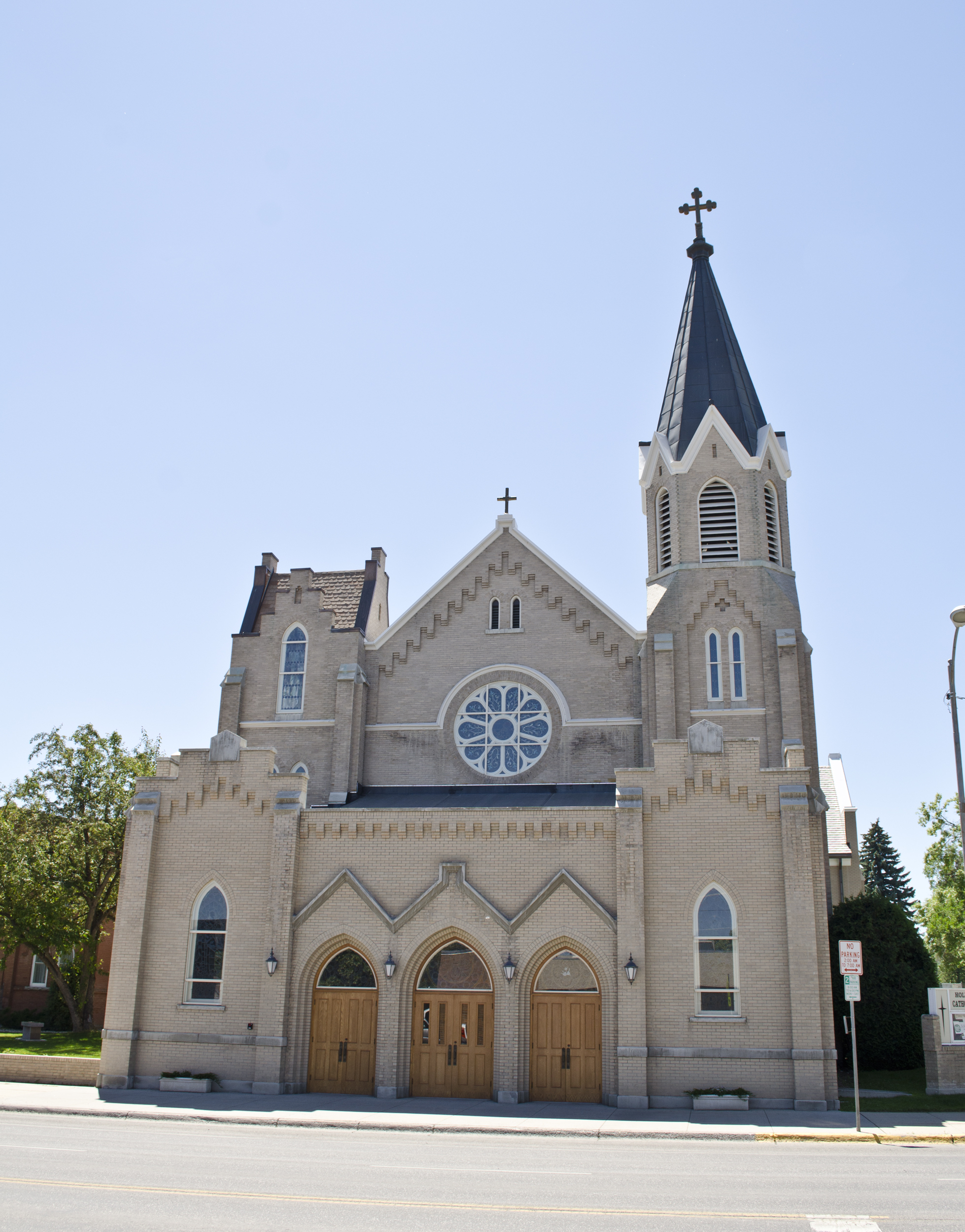
L'église Holy Rosary Church située à Bozeman.

Selon une enquête annuelle effectuée par l'institut The Gallup Organization en 2013, 37,7 % des Montaniens se considéraient comme « très religieux », soit 3,7 points de moins que la moyenne nationale (41,4 %), 27,5 % comme « modérément religieux » et 34,8 % comme « non religieux », soit 5,4 points de plus que la moyenne nationale (29,4 %). 54,4 % des Montaniens s'identifiaient comme protestants, 18,7 % sans appartenance religieuse, 18 % comme catholiques et 8,9 % avec une autre religion.
Selon le rapport de l'Association of Religion Data Archives (ARDA) de 2010, le Montana comptait 127 612 adhérents à l'Église catholique (12,9 %), 121 064 adhérents aux Églises évangéliques (12,2 %) dont 16 577 aux Assemblées de Dieu (1,7 %), 14 087 à l'Église luthérienne - Synode du Missouri (1,4 %) et 13 537 à la Convention baptiste du Sud (1,4 %), 76 869 adhérents aux Églises protestantes traditionnelles (7,8 %) dont 38 665 à l'Église évangélique luthérienne en Amérique (3,9 %) et 16 244 à l'Église méthodiste unie (1,6 %), 46 484 adhérents à l'Église de Jésus-Christ des saints des derniers jours (4,7 %), 565 adhérents aux Églises orthodoxes (0,1 %), 331 adhérents aux Églises protestantes noires, 4 051 adhérents à une autre religion (0,4 %) et 612 439 non-adhérents à une religion (61,9 %). Selon ce rapport, le Montana avait la septième plus forte proportion de mormons des États-Unis.
Selon une enquête effectuée par l'institut The Gallup Organization en 2009, le Montana comptait 53,7 % de protestants, 21,6 % de catholiques, 16,6 % de personnes sans appartenance religieuse et 2,9 % de mormons.
Selon une enquête effectuée par l'American Religious Identification Survey (ARIS) en 2008, le Wyoming comptait 70 % de chrétiens dont 15 % de luthériens, 12 % de catholiques, 8 % de baptistes et 2 % de méthodistes, 21 % de personnes sans appartenance religieuse et 4 % de personnes avec une autre religion.
Selon l'United States Conference of Catholics Bishops (USCCB), les catholiques représentaient 10,9 % de la population en 2008.
Selon des estimations effectuées par le docteur en géographie John R. Weeks de l'université d'État de San Diego, l'État avait la troisième plus faible proportion de Musulmans des États-Unis en 2000 (0,2 %) après le Wyoming (0,1 %) et l'Idaho (0,2 %).

## Aires protégées
- site de la bataille de la Big Hole
- site de la Bataille de Little Bighorn
- site du Bighorn Canyon National Recreation Area
- site historique national de Fort Union Trading Post National Historic Site
- Parc national de Glacier
- site historique Grant-Kohrs Ranch National Historic Site
- sentier de randonnée Ice Age Floods National Geologic Trail
- sentier historique national Lewis and Clark National Historic Trail
- Little Bighorn Battlefield National Monument
- Parc historique national des Nez-Percés
- Parc national de Yellowstone

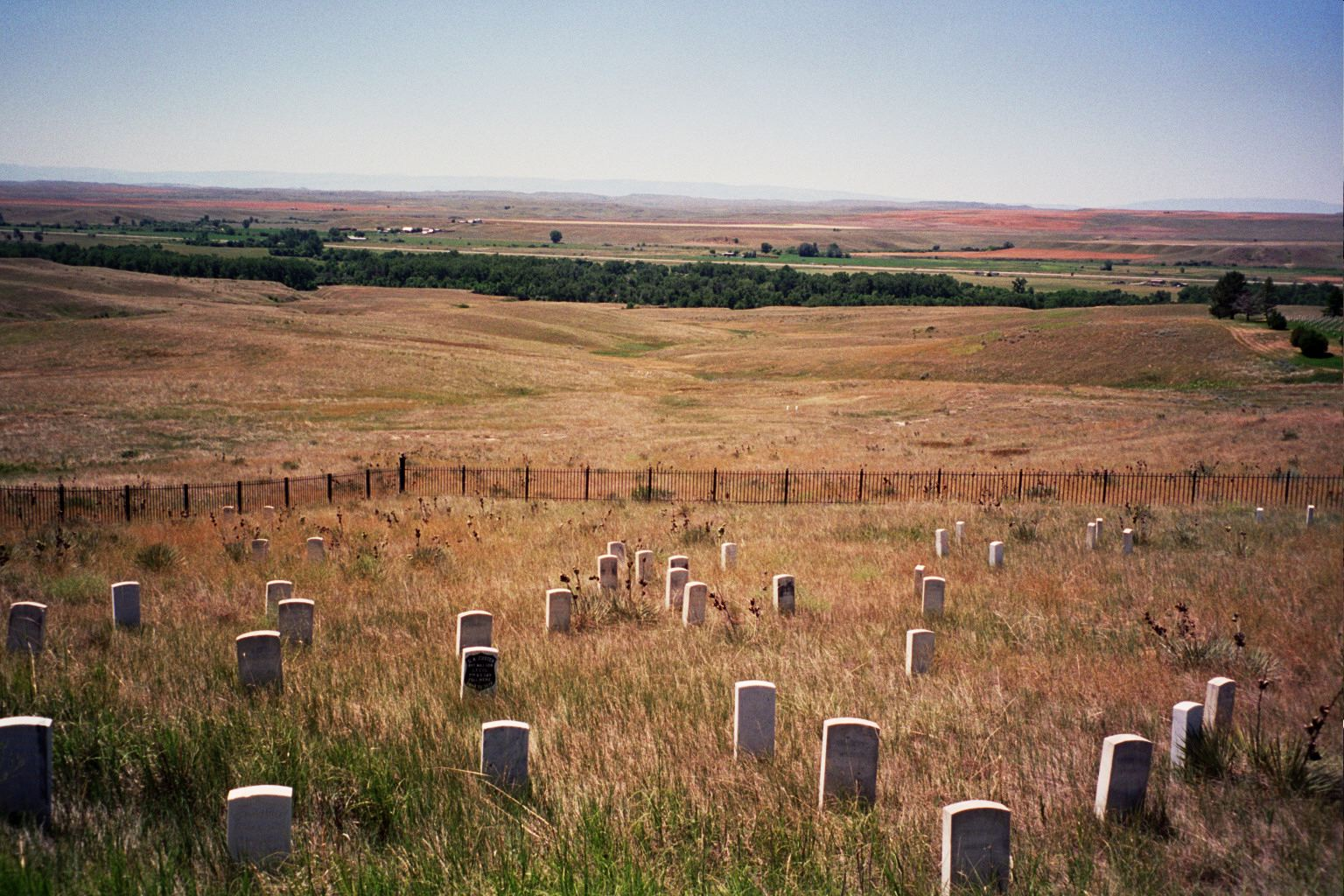
Le dernier combat de George Armstrong Custer (Custer's Last Stand), cimetière de guerre, Montana.
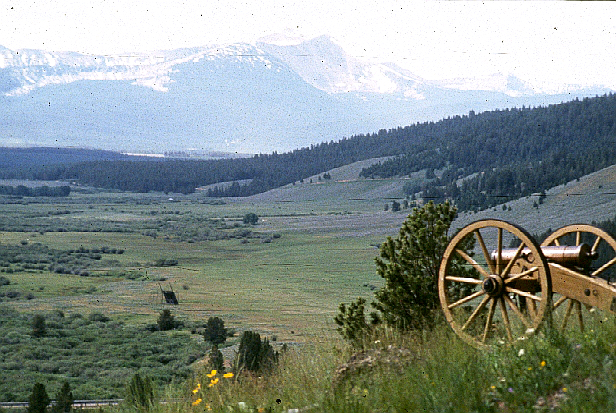
Site national de la bataille de la Big Hole.
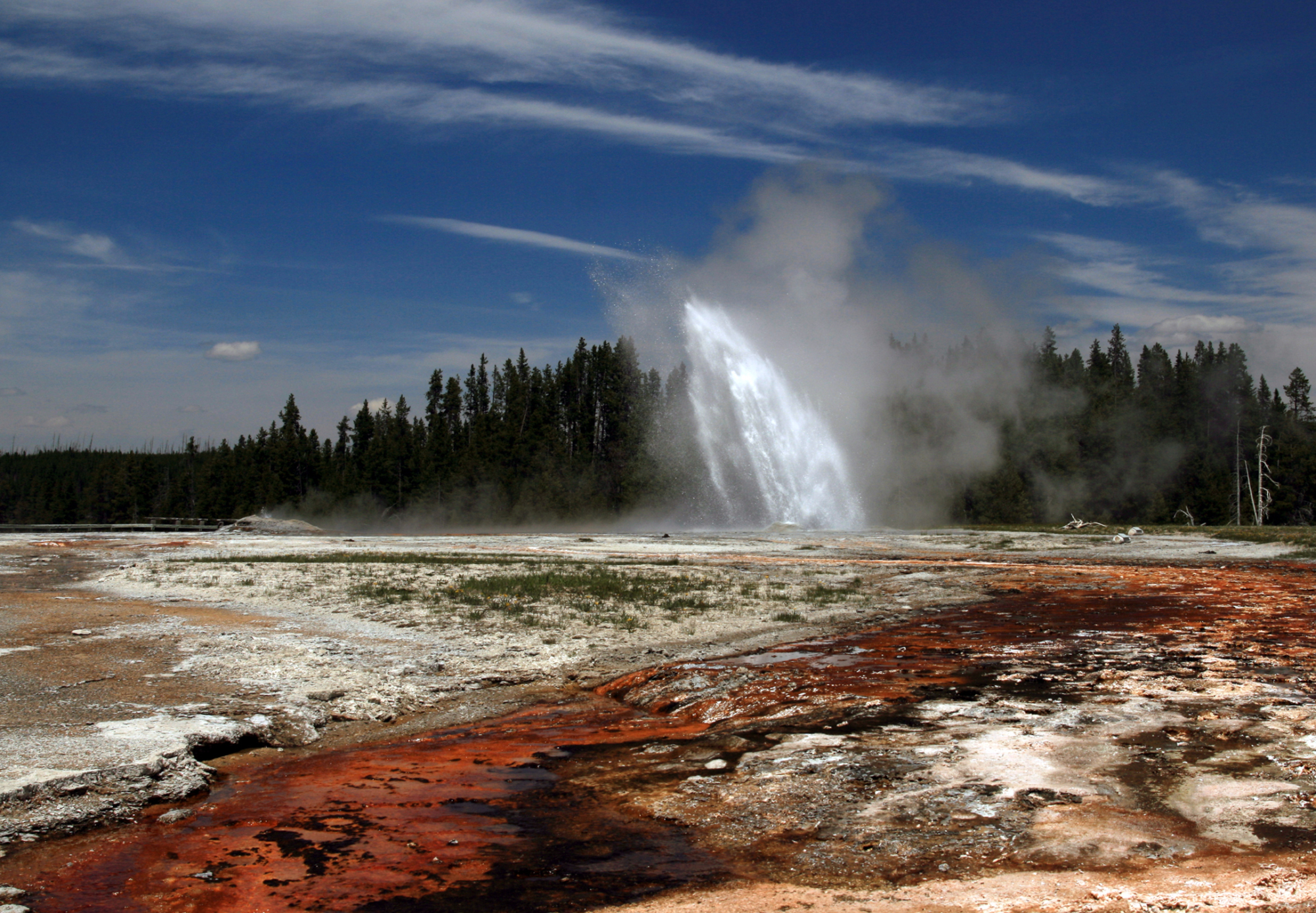
Parc national de Yellowstone.
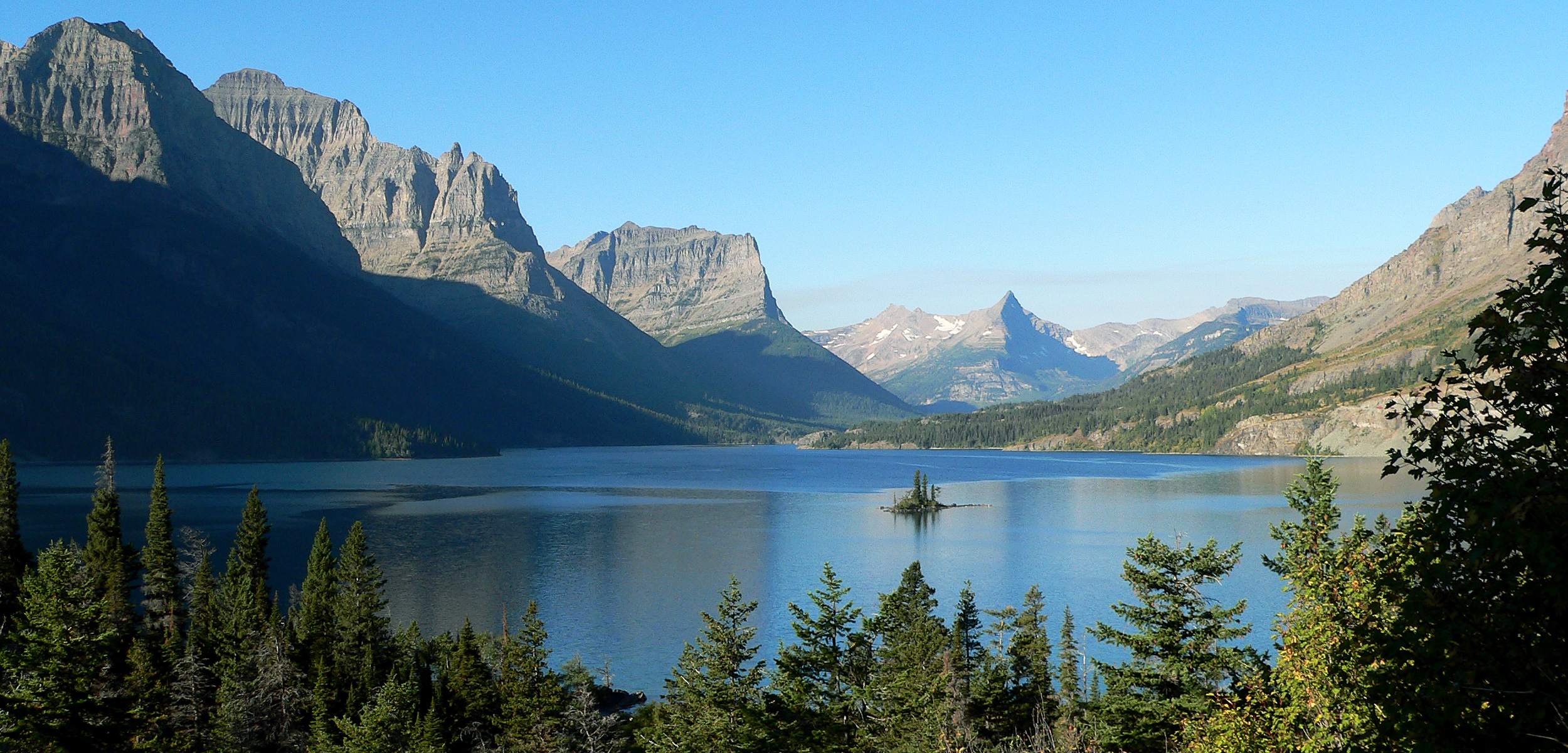
Parc national de Glacier.
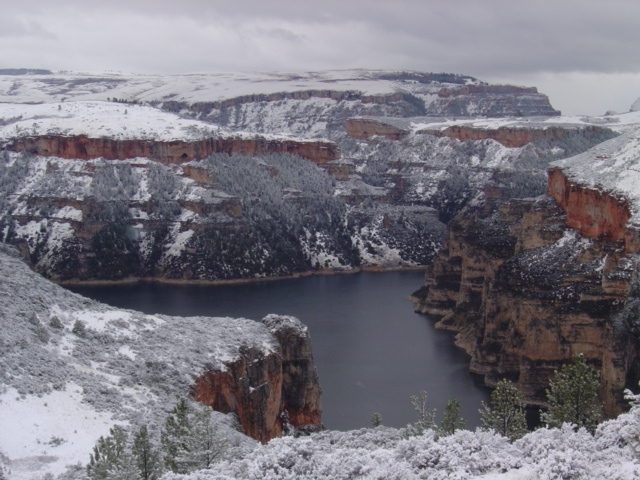
Bighorn Canyon National Recreation Area.
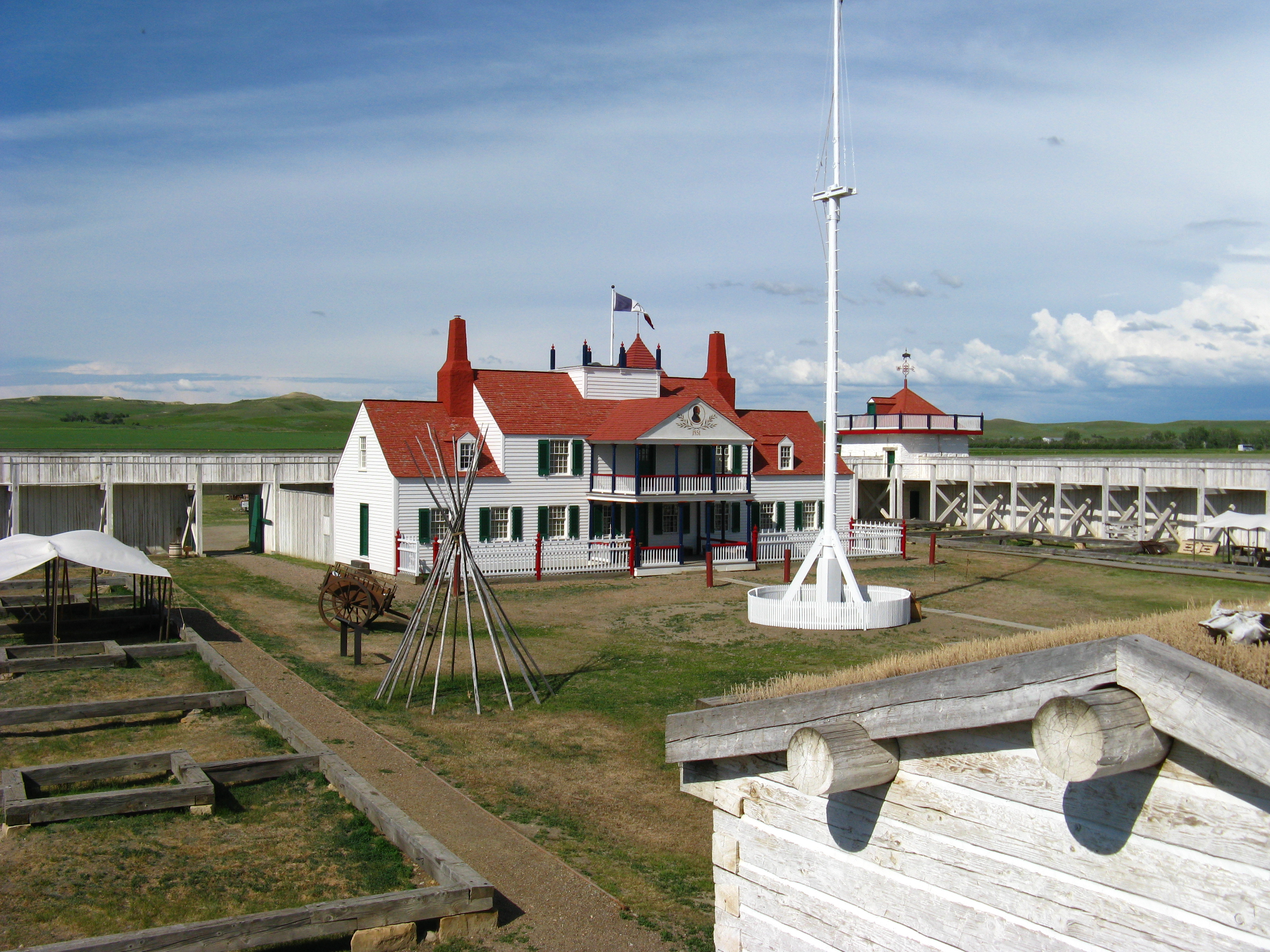
Fort Union Trading Post National Historic Site.
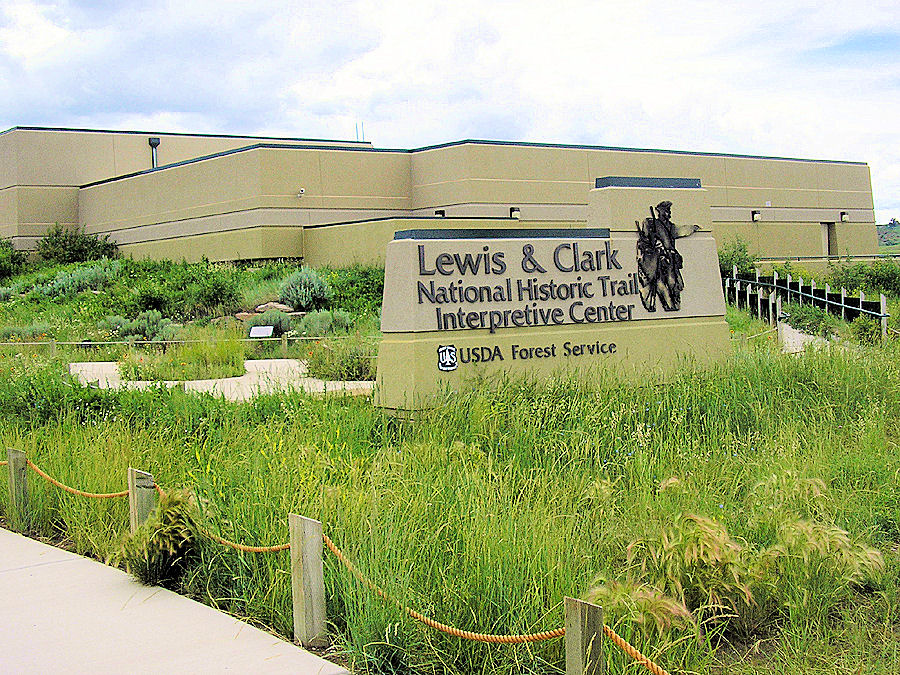
Centre d'information sur le sentier Lewis and Clark National Historic Trail à Great Falls.
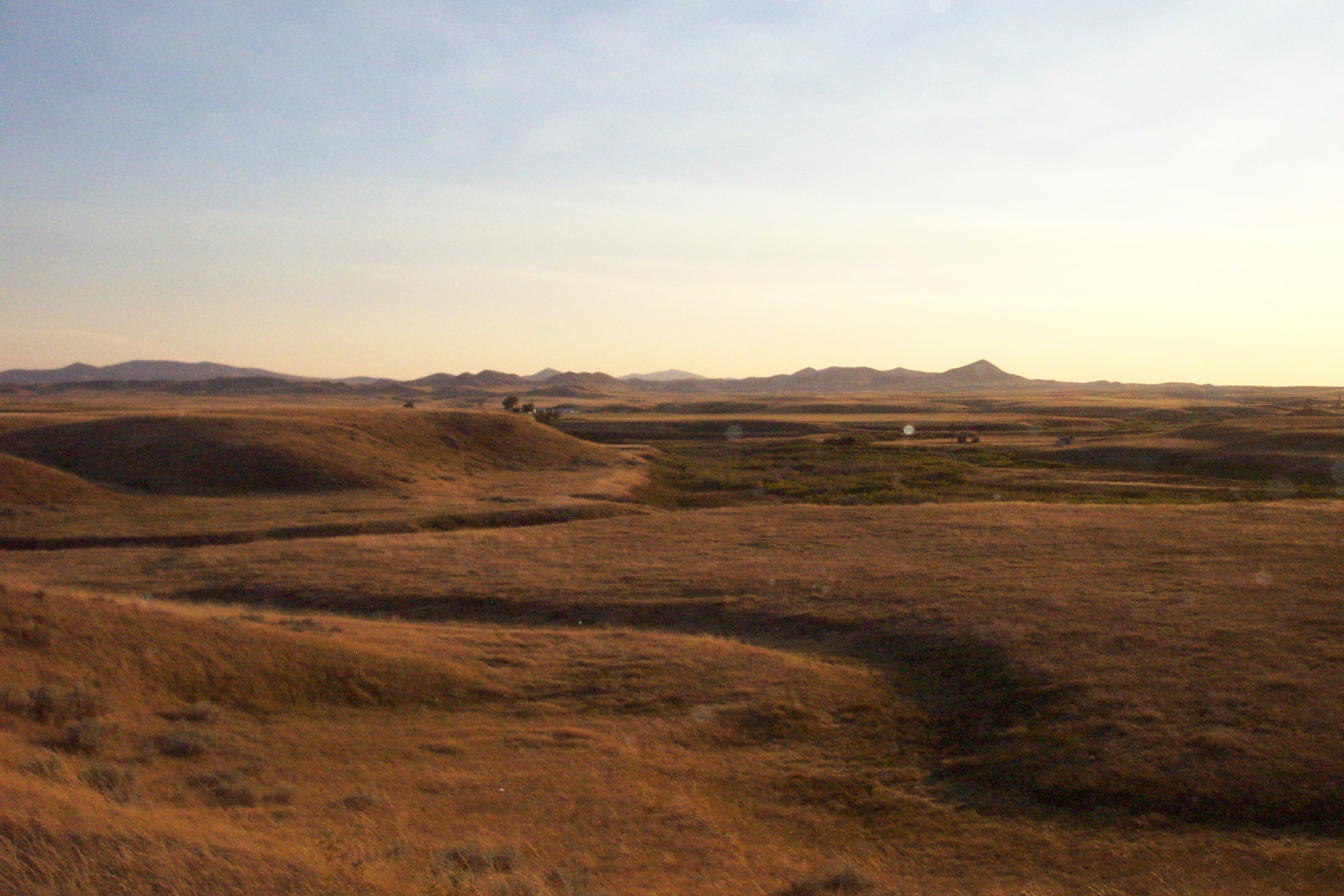
Parc historique national des Nez-Percés, champ de bataille de Bear Paw.

## Réserves autochtones
Le gouvernement fédéral a défini huit réserves indiennes dans ou en partie dans l'État du Montana.
| Réserve autochtone                                                         | Population (2010) | Superficie totale (km2) | Superficie terrestre (km2) | Superficie des eaux (km2) | Densité (hab./km2) | Amérindiens (2010) | Tribu(s) principale(s)                                           |
| -------------------------------------------------------------------------- | ----------------- | ----------------------- | -------------------------- | ------------------------- | ------------------ | ------------------ | ---------------------------------------------------------------- |
| Blackfeet Indian Reservation and Off-Reservation Trust Land, MT            | 10 405            | 6 216,27                | 6 144,92                   | 71,35                     | 1,7                | 8 944              | Pieds-Noirs (87,6 %)                                             |
| Crow Reservation and Off-Reservation Trust Land, MT                        | 6 863             | 9 340,96                | 9 309,22                   | 31,74                     | 0,7                | 5 322              | Crows (84,1 %)                                                   |
| Flathead Reservation, MT                                                   | 28 359            | 5 330,03                | 5 013,74                   | 316,29                    | 5,7                | 7 042              | Têtes-Plates (42,8 %), Pieds-Noirs (5,6 %)                       |
| Fort Belknap Reservation and Off-Reservation Trust Land, MT                | 2 851             | 2 637,54                | 2 627,67                   | 9,87                      | 1,1                | 2 704              | Gros Ventres (41,8 %), Assiniboines (35,3 %)                     |
| Fort Peck Indian Reservation and Off-Reservation Trust Land, MT            | 10 008            | 8 552,37                | 8 517,82                   | 34,55                     | 1,2                | 6 714              | Assiniboines-Sioux (68,1 %), Assiniboines (7,9 %), Sioux (7,2 %) |
| Northern Cheyenne Indian Reservation and Off-Reservation Trust Land, MT-SD | 4 789 (4 789)     | 1 831,43                | 1 831,05                   | 0,38                      | 2,6                | 4 406 (4 406)      | Cheyennes (80,5 %), Crows (5,9 %)                                |
| Rocky Boy's Reservation and Off-Reservation Trust Land, MT                 | 3 323             | 443,76                  | 443,32                     | 0,44                      | 7,5                | 3 221              | Ojibwés-Cris (83,2 %)                                            |
| Turtle Mountain Reservation and Off-Reservation Trust Land, ND-SD-MT       | 13 (8 669)        | 614,95                  | 589,17                     | 25,78                     | 14,7               | 1 (8 321)          | Ojibwés (94,0 %)                                                 |

En 2010, 66 611 Montaniens résidaient dans une réserve indienne, soit 6,7 % de la population de l'État.
Les réserves indiennes de Crow (9 340,96 km2), de Fort Peck (8 552,37 km2), de Blackfeet (6 216,27 km2) et de Flathead (5 330,03 km2) sont respectivement les 7e, 9e, 13e et 17e réserves les plus vastes des États-Unis.
La réserve indienne de Flathead (28 359 habitants) était la cinquième réserve la plus peuplée des États-Unis en 2010 après les réserves de la Nation navajo (173 667 habitants), d'Osage (47 472 habitants), de Puyallup (46 816 habitants) et de la Nation Yakama (31 272 habitants).

## Politique et gouvernement
| Gouvernement du Montana | Gouvernement du Montana | Gouvernement du Montana | Gouvernement du Montana | Gouvernement du Montana | Gouvernement du Montana | Gouvernement du Montana | Gouvernement du Montana | Gouvernement du Montana | Gouvernement du Montana | Gouvernement du Montana                   | Gouvernement du Montana                   | Législature d'État        | Législature d'État | Congrès fédéral           | Congrès fédéral |
| Gouverneur              | Gouverneur              | Lieutenant-gouverneur   | Lieutenant-gouverneur   | Secrétaire d'État       | Secrétaire d'État       | Procureur général       | Procureur général       | Auditeur                | Auditeur                | Super-intendant de l'Instruction publique | Super-intendant de l'Instruction publique | Chambre des représentants | Sénat              | Chambre des représentants | Sénat           |
| ----------------------- | ----------------------- | ----------------------- | ----------------------- | ----------------------- | ----------------------- | ----------------------- | ----------------------- | ----------------------- | ----------------------- | ----------------------------------------- | ----------------------------------------- | ------------------------- | ------------------ | ------------------------- | --------------- |
|                         | Greg Gianforte (R)      |                         | Kristen Juras (R)       |                         | Corey Stapleton (R)     |                         | Tim Fox (R)             |                         | Matthew Rosendale (R)   |                                           | Elsie Arntzen (R)                         | D : 41 R : 59             | D : 18 R : 32      | R : 1                     | D : 1 R : 1     |

La réputation du Montana d'être un État conservateur et républicain est fondée mais doit être nuancée.
Les bastions démocrates de l'État sont la capitale Helena, les villes ouvrières d'Anaconda et Butte, les villes universitaires de Missoula et Bozeman ainsi que les réserves indiennes. Le reste du Montana est généralement acquis aux républicains, en particulier les plaines de l'est, considérées comme la région la plus conservatrice de l'État.

### Un bastion républicain lors des élections présidentielles
Depuis la fin de la Seconde Guerre mondiale, le Montana a toujours voté pour les candidats républicains hormis en 1948 (Harry S. Truman) et 1964 (Lyndon B. Johnson). Aucun candidat démocrate n'a emporté l'État depuis Bill Clinton en 1992, arrivé en tête des candidats avec 37,63 % des voix contre 35,12 % à George H. W. Bush et 26,12 % au populiste de droite Ross Perot.
Lors de l’élection présidentielle de 2004, le président George W. Bush y a emporté 59,07 % des voix contre 38,56 % au candidat démocrate John Kerry.
En 2008, le républicain John McCain l'a emporté avec 49,43 % des voix contre 47,17 % au candidat démocrate Barack Obama.
Pour ce qui est de l'élection présidentielle de 2016, Donald Trump a remporté l'État avec 55,6 % des voix contre 35,4 % pour Hillary Clinton. Donald Trump a remporté de nouveau l'État aux élections de 2020 et 2024 avec plus de 56 % des voix.

### Un État politiquement partagé entre les deux partis

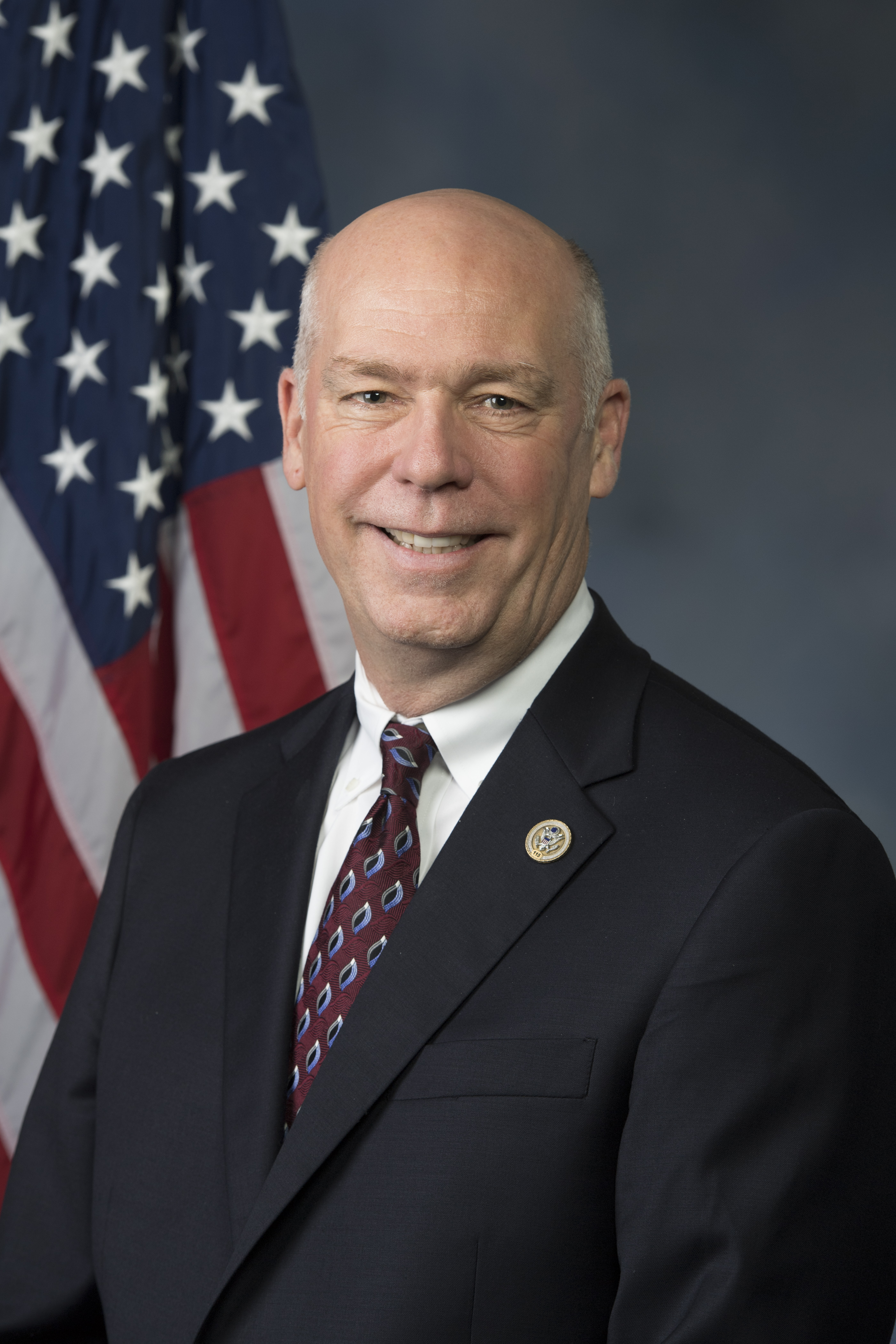
Greg Gianforte, gouverneur depuis 2021.

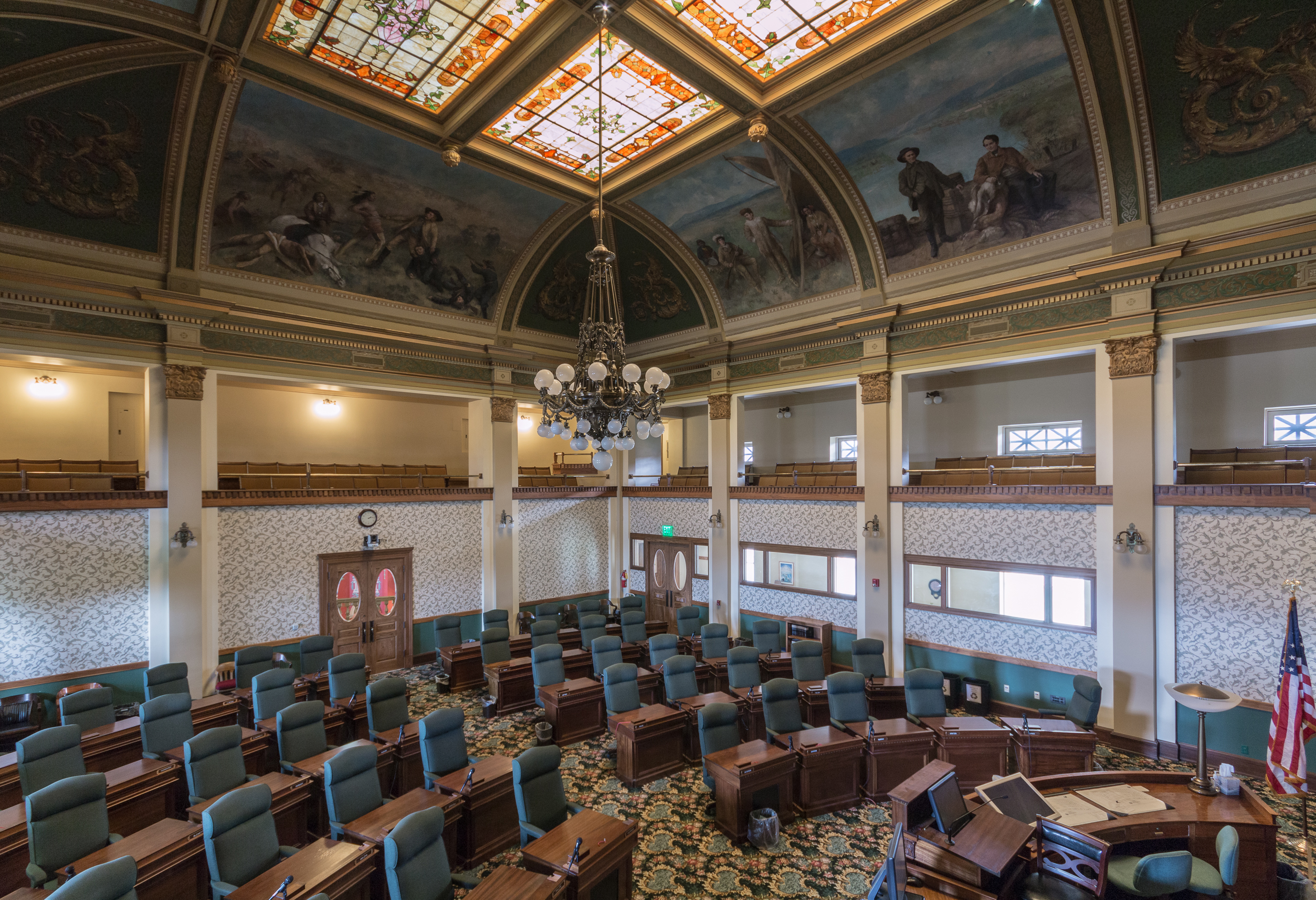
Sénat du Montana.

Après les élections de novembre 2016, qui voient pourtant la réélection du gouverneur démocrate Steve Bullock et de son lieutenant-gouverneur, les quatre autres postes élus de l'exécutif local sont détenus par les républicains (procureur général, auditeur, secrétaire d'État et super-intendant de l'instruction publique), contre un seul lors du précédent mandat. Lors de l'élection de novembre 2020, le républicain Greg Gianforte est élu gouverneur.
Au sein de la législature, siégeant au Capitole de l'État, les républicains conservent en 2016 leur majorité à la Chambre des représentants (59 républicains contre 41 démocrates) et l'accroissent au Sénat (32 contre 18). Ils conservent largement leur majorité dans les deux chambres lors des élections de 2018 et de 2020.
Au niveau fédéral, le Montana est représenté au Sénat des États-Unis par le démocrate Jon Tester et le républicain Steve Daines, à la Chambre des représentants par Matt Rosendale, en fonction depuis janvier 2021.

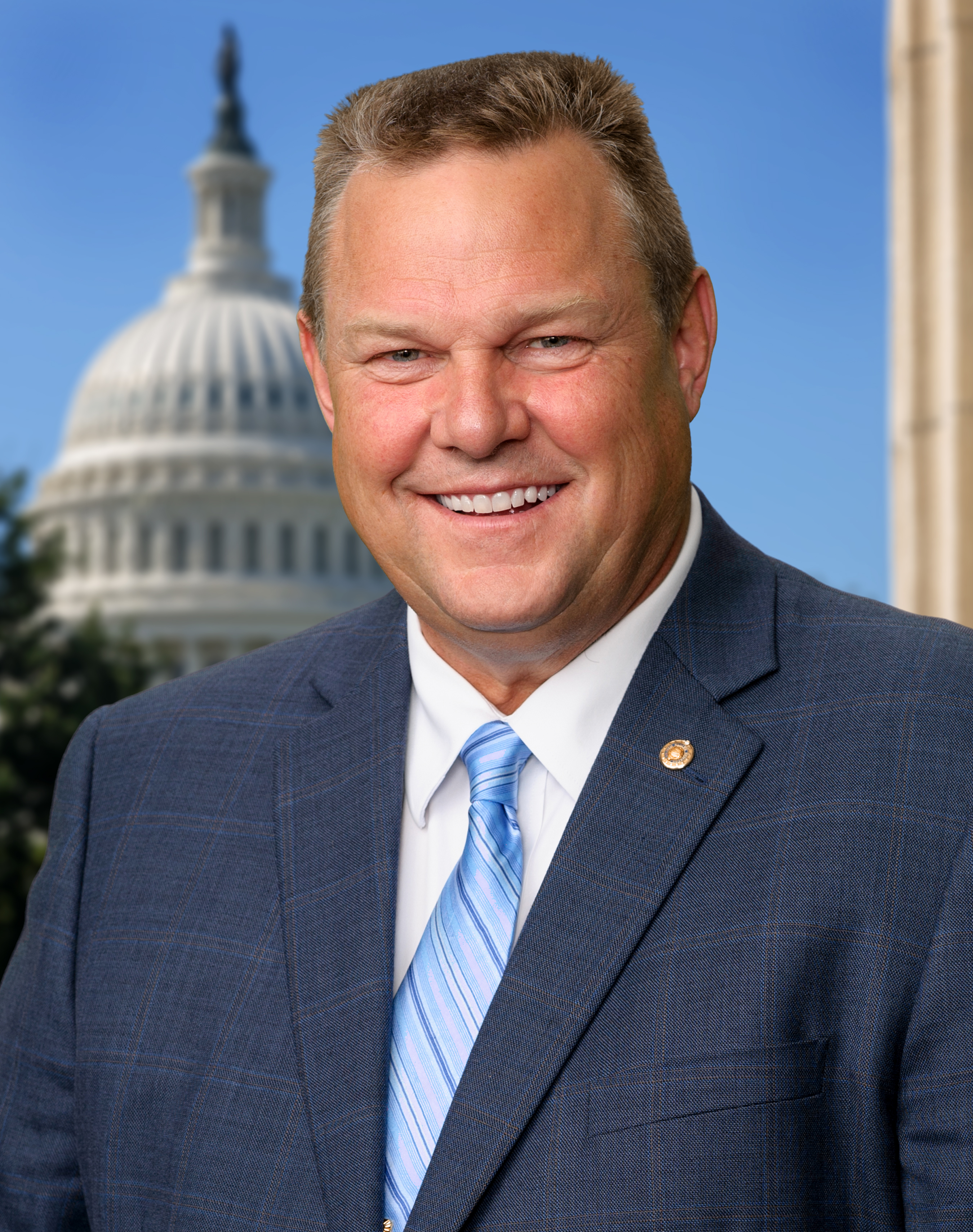
Le sénateur sénior Jon Tester.
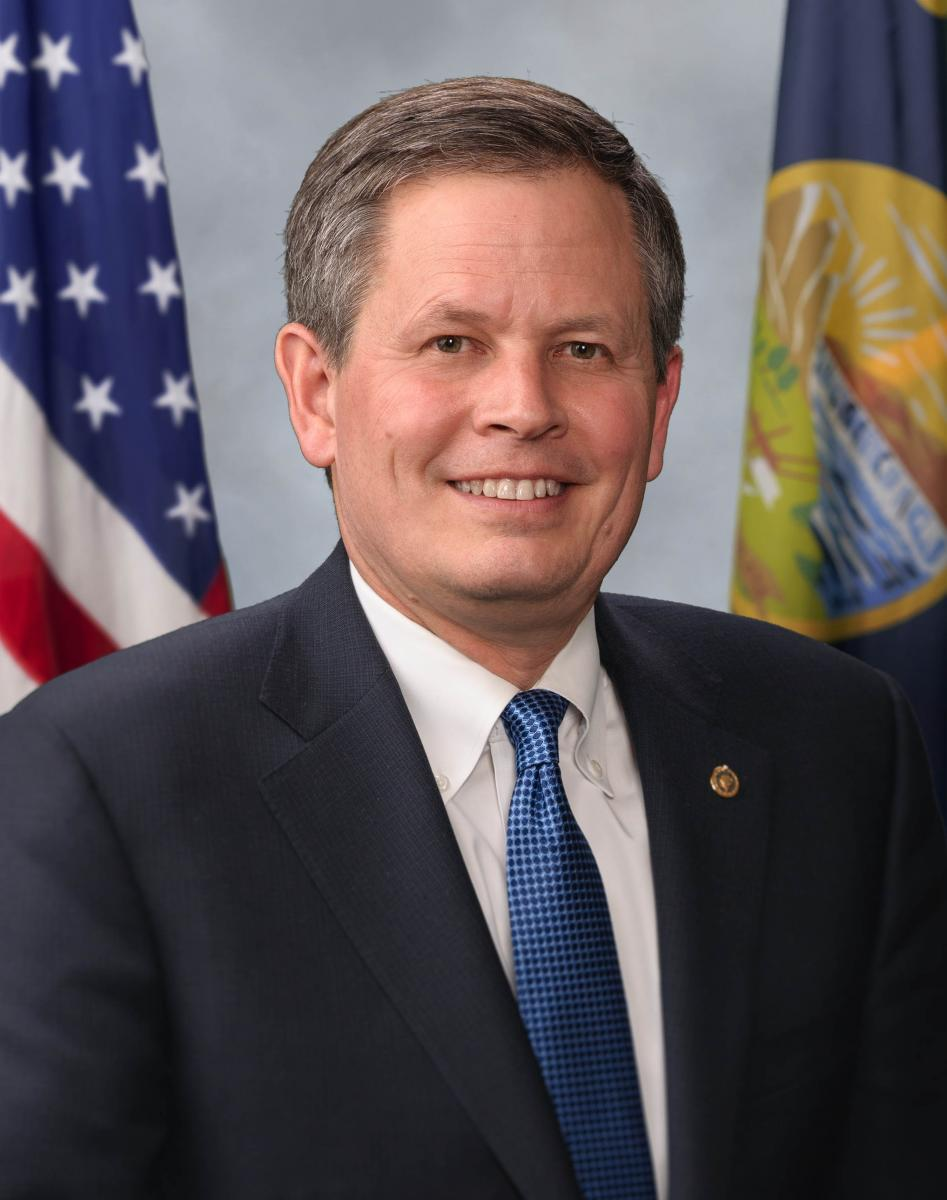
Le sénateur junior Steve Daines.

## Économie
Le Montana présente une économie diversifiée. Les ressources minérales sont considérables. L'État possède de grandes réserves de cuivre avec le bassin d'exploitation Montana Resources LLP (en), de pétrole, de gaz naturel et de charbon (lignite) Basin (Montana) bassin d'exploitation Boulder Batholith (en). Les autres ressources sont l'or, l'argent, les phosphates, le zinc et le manganèse.
L'agriculture, essentiellement pratiquée dans les larges vallées des Rocheuses, concerne principalement l'élevage, les céréales (essentiellement le blé), les plantes fourragères et la betterave à sucre. L'exploitation forestière Forêt nationale de Flathead est une activité très importante.
Les industries reposent surtout sur le traitement et la transformation des matières premières agricoles et minérales.

## Tourisme
Le secteur du Montana qui connaît la croissance la plus rapide est le tourisme, avec 12,6 millions de touristes (en 2019) visitant l’État chaque année. Le secteur est très actif notamment dans les Rocheuses. Les sites les plus fréquentés sont le Glacier National Park, le site historique de la bataille de Little Bighorn (1876), les vestiges de la mission jésuite Sainte-Marie de Bitter Root ou encore le Bannack State Monument, une ville fantôme. D'importantes stations de ski ont été créées, comme Big Sky Resort (en) et Red Lodge-Grizzly Peak.
Les parcs nationaux représentent aussi un attrait important pour le tourisme régional. Ils sont au nombre de deux dans l'État, le Parc national de Glacier, à la frontière canadienne, et une petite partie du Parc national de Yellowstone.

## Pollution et impacts sur l'environnement
Les compagnies minières, du fait de leur influence économique et médiatique, ont contrôlé pendant plus d'un siècle la législation du Montana et provoqué une pollution massive. Un début de prise de conscience intervient dans les années 1960 notamment parce que les entreprises minières ont cédé leurs journaux, conduisant à l'apparition d'une presse indépendante. Ainsi, la Constitution de 1972 fut une petite révolution dans le Montana, considérée comme une « déclaration d’indépendance vis-à-vis des entreprises minières ».
Les progrès en matière de protection de l'environnement sont toutefois très lents. Ce n'est qu'en 1999 que le droit constitutionnel est pour la première fois consacré concrètement par la Cour suprême de l’État, qui interdit la construction d’une mine d’or qui aurait conduit à polluer une rivière à l’arsenic. D'autre part, la législation du Montana continue d'interdire la prise en compte des émissions de gaz à effet de serre dans l’octroi de permis d’exploitations minières.
En raison de cette activité minière, de nombreux sites sont pollués (arsenic, métaux lourds...) et la qualité de l'eau est préoccupante par endroits. Jared Diamond consacre un chapitre entier de son essai Effondrement paru en 2005 à cette problématique.
Du fait du réchauffement climatique les glaciers du parc national de Glacier ont quasiment disparu.

## Culture

### Gastronomie

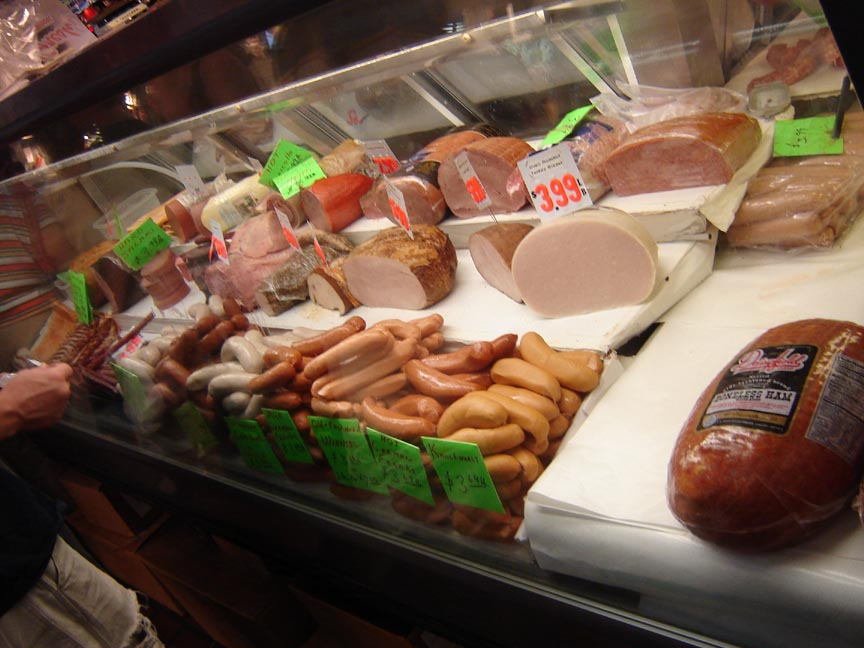
On retrouve beaucoup de viande dans l’alimentation au Montana.

Il y a beaucoup de viande au Montana de sorte que le bœuf, le poulet, l'agneau et le porc se retrouvent très souvent dans la cuisine locale. Le bison, le wapiti, le cerf, les poissons frais (comme la truite) sont également populaires. Les groupes ethniques du Montana (allemands, scandinaves, irlandais, anglais et amérindiens) influencent aussi la cuisine locale. On retrouve plusieurs festivals alimentaires au Montana dont le Festival du vin et de l'alimentation à Great Falls en mars.

### Au cinéma
- Les films Et au milieu coule une rivière et Légendes d'automne, tous deux avec Brad Pitt, se déroulent dans le Montana.
- L'intrigue du film L'Homme qui murmurait à l'oreille des chevaux, réalisé par (et avec) Robert Redford en 1998 se déroule pour l'essentiel dans le Montana.
- Dans le film À la poursuite d'Octobre rouge, Borodin, l'officier en second du sous-marin, confie au commandant Ramius son désir de vivre dans le Montana lorsqu'ils seront aux États-Unis.

### À la télévision
- Série Yellowstone avec Kevin Costner, 2018 jusqu’à présent.

### Dans les jeux vidéo
Le jeu vidéo Far Cry 5 se déroule à notre époque à Hope County, un comté fictif du Montana.